# La Chapelle-aux-Choux
La Chapelle-aux-Choux és un municipi francès situat al departament del Sarthe i a la regió de País del Loira. L'any 2007 tenia 283 habitants.

## Demografia

### Població
El 2007 la població de fet de La Chapelle-aux-Choux era de 283 persones. Hi havia 131 famílies de les quals 45 eren unipersonals (16 homes vivint sols i 29 dones vivint soles), 49 parelles sense fills i 37 parelles amb fills.
La població ha evolucionat segons el següent gràfic:
Habitants censats

### Habitatges
El 2007 hi havia 194 habitatges, 128 eren l'habitatge principal de la família, 43 eren segones residències i 24 estaven desocupats. 183 eren cases i 9 eren apartaments. Dels 128 habitatges principals, 83 estaven ocupats pels seus propietaris, 42 estaven llogats i ocupats pels llogaters i 3 estaven cedits a títol gratuït; 12 tenien dues cambres, 28 en tenien tres, 42 en tenien quatre i 46 en tenien cinc o més. 87 habitatges disposaven pel capbaix d'una plaça de pàrquing. A 64 habitatges hi havia un automòbil i a 56 n'hi havia dos o més.

### Piràmide de població
La piràmide de població per edats i sexe el 2009 era:
| Homes | Edats   | Dones |
| ----- | ------- | ----- |
| 4     | 95 o +  | 0     |
| 0     | 90 a 94 | 4     |
| 0     | 85 a 89 | 8     |
| 0     | 80 a 84 | 0     |
| 4     | 75 a 79 | 4     |
| 12    | 70 a 74 | 16    |
| 8     | 65 a 69 | 8     |
| 0     | 60 a 64 | 8     |
| 8     | 55 a 59 | 0     |
| 8     | 50 a 54 | 16    |
| 20    | 45 a 49 | 12    |
| 20    | 40 a 44 | 8     |
| 8     | 35 a 39 | 12    |
| 0     | 30 a 34 | 8     |
| 4     | 25 a 29 | 4     |
| 12    | 20 a 24 | 16    |
| 12    | 15 a 19 | 24    |
| 20    | 10 a 14 | 16    |
| 20    | 5 a 9   | 4     |
| 8     | 0 a 4   | 4     |

## Economia
El 2007 la població en edat de treballar era de 185 persones, 141 eren actives i 44 eren inactives. De les 141 persones actives 108 estaven ocupades (66 homes i 42 dones) i 32 estaven aturades (16 homes i 16 dones). De les 44 persones inactives 16 estaven jubilades, 13 estaven estudiant i 15 estaven classificades com a «altres inactius».

### Ingressos
El 2009 a La Chapelle-aux-Choux hi havia 131 unitats fiscals que integraven 278,5 persones, la mediana anual d'ingressos fiscals per persona era de 16.118 €.

### Activitats econòmiques
Dels 6 establiments que hi havia el 2007, 1 era d'una empresa extractiva, 2 d'empreses de construcció, 2 d'empreses immobiliàries i 1 d'una entitat de l'administració pública.
Dels 2 establiments de servei als particulars que hi havia el 2009, 1 era un guixaire pintor i 1 lampisteria.
L'any 2000 a La Chapelle-aux-Choux hi havia 14 explotacions agrícoles que ocupaven un total de 570 hectàrees.

## Equipaments sanitaris i escolars
El 2009 hi havia una escola elemental.

## Poblacions més properes
El següent diagrama mostra les poblacions més properes.